# August Sicard von Sicardsburg

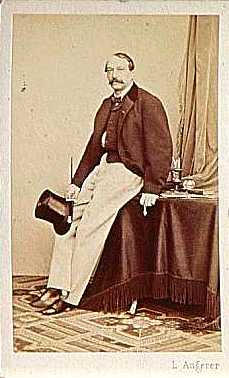
August Sicard von Sicardsburg, Fotografie von Ludwig Angerer

August Sicard von Sicardsburg (* 6. Dezember 1813 in Buda, Ungarn; † 11. Juni 1868 in Weidling bei Wien; auch fälschlich August Siccard von Siccardsburg) war ein österreichischer Architekt. Er baute zusammen mit Eduard van der Nüll (1812–1868) das Gebäude der Wiener Staatsoper (1861–1869). Sicard und van der Nüll gewannen zusammen den Architekturwettbewerb um den bedeutenden Opernbau, den ersten Monumentalbau der neuen Wiener Ringstraße. 

## Herkunft
Sein Urgroßvater war ein Perückenmacher aus Lyon. Sein Großvater, der  Registrator des k. k. Artilleriehauptzeugamtes in Wien, Dominik Sicard (* 1750), wurde mit dem Prädikat von Sicardsburg 4. August 1820 in den erblichen Adel erhoben. Sein Vater Dominik Sicard von Sicardsburg war Kassenkontrolleur der k. k. priv. Nationalbank.

## Leben
Sicard besuchte das Stiftsgymnasium Melk und studierte am Polytechnischen Institut in Wien, wo er 1835 Assistent wurde. Er assistierte zeitweise auch seinem Lehrer Peter von Nobile. Mit seinem Studienkollegen van der Nüll machte Sicard 1839 bis 1843 eine ausgedehnte Studienreise, aus der eine andauernde Arbeits- und Wohngemeinschaft wurde. Sicardsburg war im beruflichen Teil dieser Symbiose mehr für den technisch-organisatorischen und van der Nüll für den ästhetisch-dekorativen Teil zuständig. 1843 wurde er Professor an der Wiener Akademie. Zusammen mit seinem Partner van der Nüll prägte Sicard entscheidend die österreichische Architektur des spätromantischen Historismus und beeinflusste noch später durch seine Schüler (an deren Spitze Carl von Hasenauer) den Baustil des 19. Jahrhunderts in der Reichshaupt- und Residenzstadt Österreichs. Sicard starb kurz nach dem Freitod seines Partners mit 55 Jahren an Tuberkulose. Er wurde auf dem Grinzinger Friedhof (Gruppe MA, Nummer 62) in einer gewidmeten Grabstelle bestattet.

## Anerkennungen
- Die Siccardsburggasse in Wien-Favoriten ist nach ihm benannt.

## Bauten gemeinsam mit Eduard van der Nüll
- Schutzengelbrunnen, 1843–1846
- Sophienbad, 1845
- Carltheater, 1846–1847
- Mineralschwimmschule Baden, 1847–1848
- Arsenal, 1849–1855
- Miethaus Roberthof, 1855
- Hofoper, 1861–1869
- Haas-Haus, 1866–1868
- Palais Larisch-Mönnich, 1867–1868
- Industriepalast anlässlich der Wiener Weltausstellung 1873

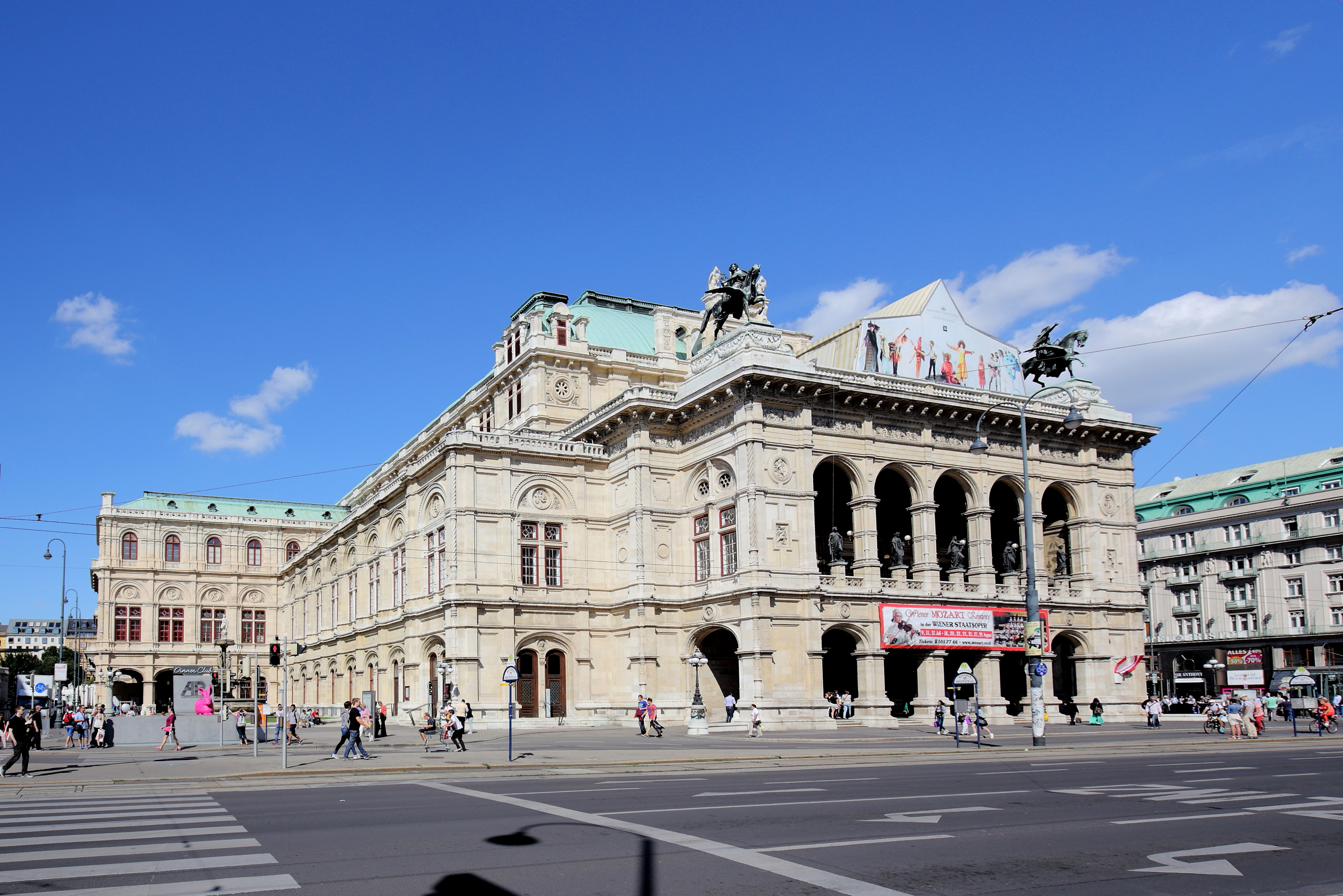
Wiener Staatsoper (1861)
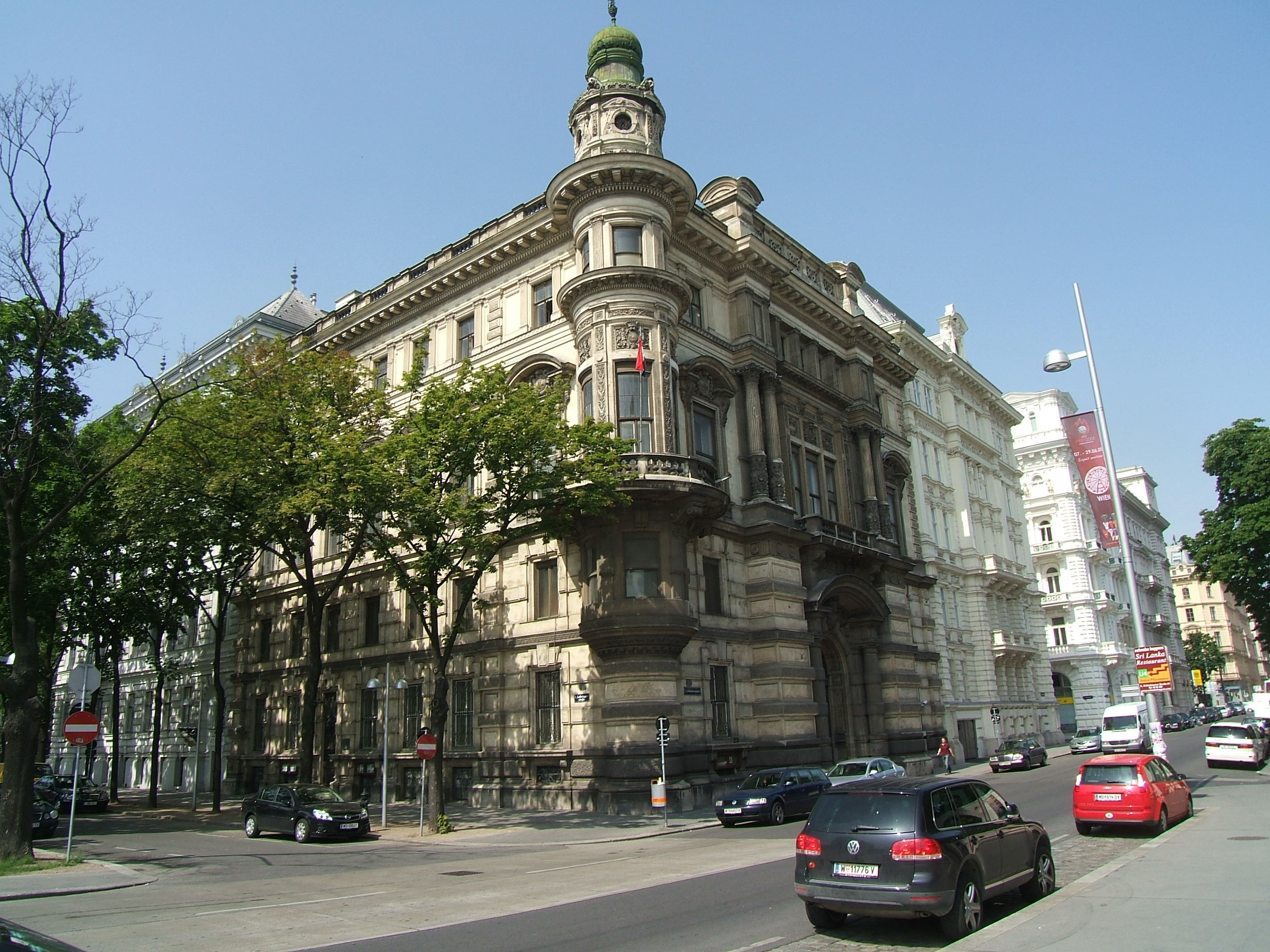
Palais Larisch-Mönnich
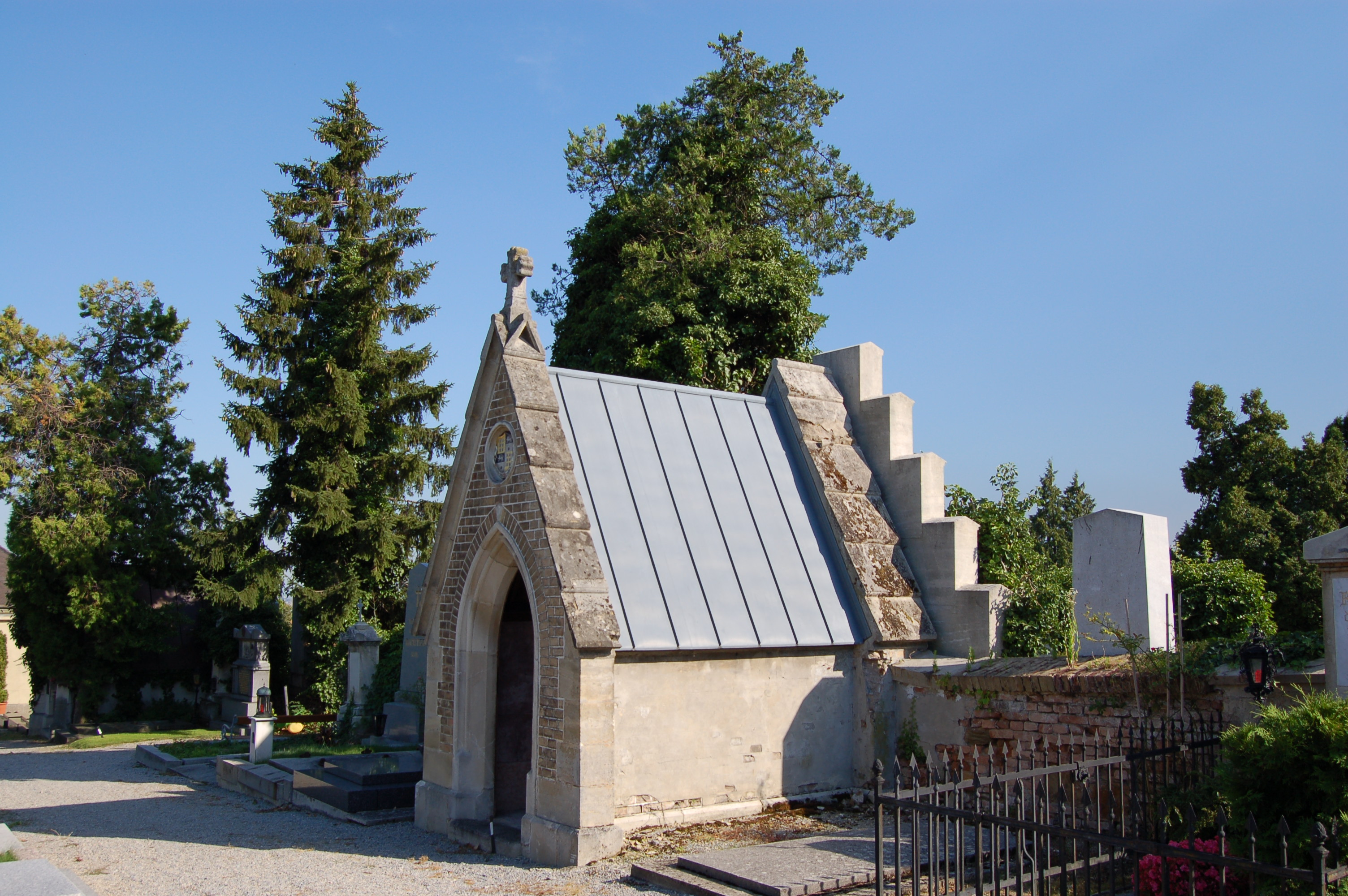
Mausoleum von August Sicard von Sicardsburg auf dem Grinzinger Friedhof
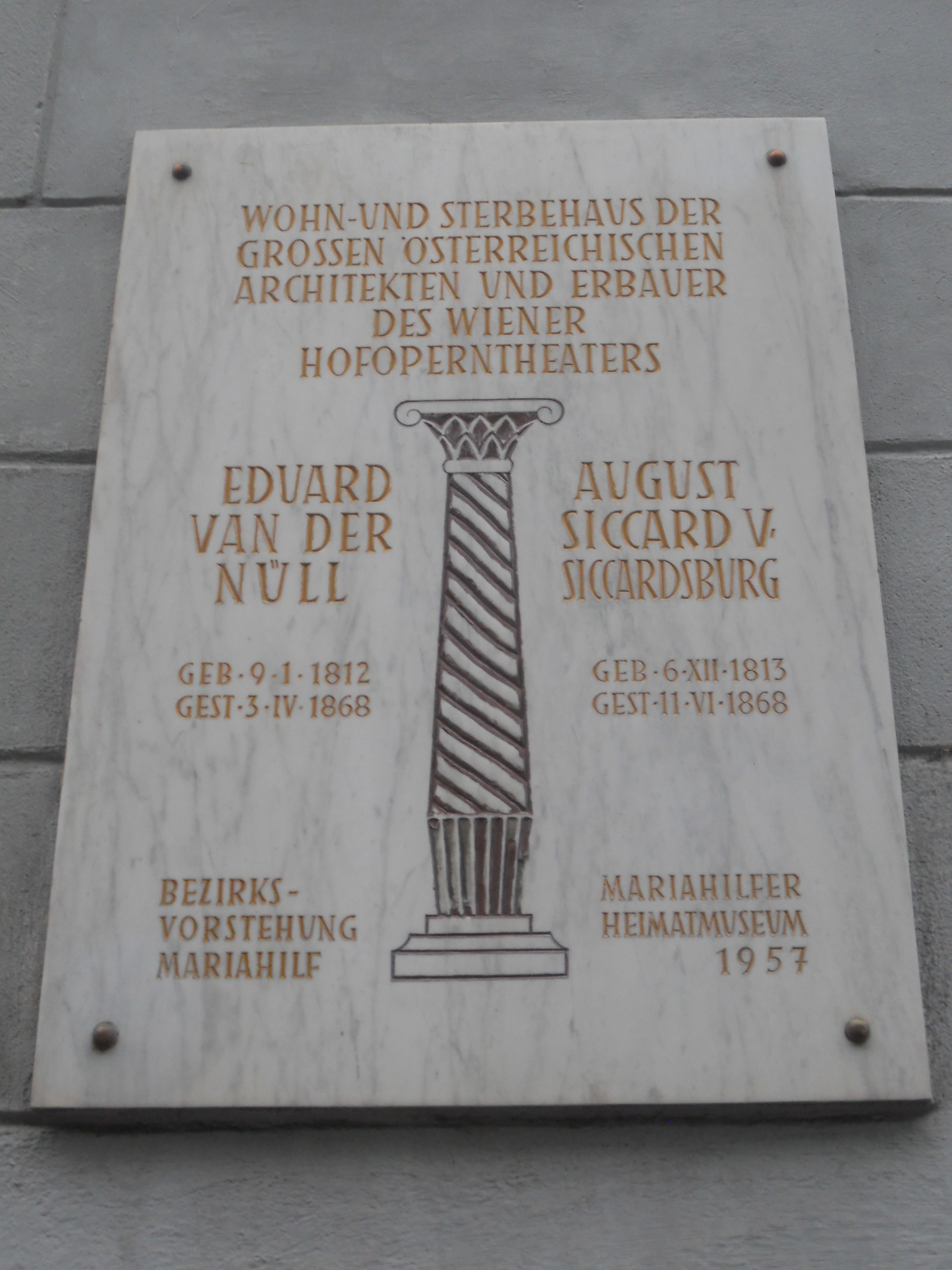
Gedenktafel auf Sicardsburgs und van der Nülls Wohnhaus Schadekgasse 4 in Wien

## Bekannte Schüler
- Heinrich von Ferstel (1828–1883)